# Pobuk
Pobuk (ukr. Побук) – wieś na Ukrainie, w rejonie stryjskim (do 2020 roku w rejonie skolskim) obwodu lwowskiego. Wieś liczy 239 mieszkańców.
Wieś położona na przełomie XVI i XVII wieku w powiecie stryjskim ziemi przemyskiej województwa ruskiego, w drugiej połowie XVII wieku należała do starostwa stryjskiego.
W II Rzeczypospolitej do 1934 samodzielna gmina jednostkowa, następnie należała do zbiorowej wiejskiej gminy Synowódzko Wyżne. Początkowo w powiecie skolskim, a od 1932 w powiecie stryjskim w woj. stanisławowskiem. Po wojnie wieś weszła w struktury administracyjne Związku Radzieckiego.